# Piff och Puff – Räddningspatrullen (film)
Piff och Puff – Räddningspatrullen (engelska: Chip 'n Dale: Rescue Rangers) är en amerikansk äventyrsfilm/komedifilm från 2022, baserad på Disneys animerade TV-serie med samma namn. Filmen, som är regisserad av Akiva Schaffer, hade premiär på Disney+ den 20 maj 2022. Filmens två huvudkaraktärer Piff och Puff spelas av John Mulaney och Andy Samberg.

## Handling
Filmens handling kretsar kring de två jordekorrarna Piff och Puff, som en dag efter att ha gått skilda vägar flera år tidigare, bestämmer sig för att återigen slå sina kloka huvuden ihop för att rädda sin gamle vän Oskar från att bli piratkopierad. Till sin hjälp har de den kvinnliga nybörjarpolisen Ellie Steckler, som har varit ett stort fan av de två jordekorrarna och Räddningspatrullen sedan barnsben.

## Rollista (i urval)
| Roll                | Skådespelare                                           | Svensk röst                                                |
| ------------------- | ------------------------------------------------------ | ---------------------------------------------------------- |
| Piff                | John Mulaney (röst) Mason Blomberg (Lill-Piff, röst)   | Lucas Krüger (vuxna Piff) Vilgot Rasmussen (Lill-Piff)     |
| Puff                | Andy Samberg (röst) Juliet Donenfeld (Lill-Puff, röst) | Niklas Gabrielsson (vuxna Puff) Hugo Bergström (Lill-Puff) |
| Ellie Steckler      | KiKi Layne                                             | Yamineth Dyall                                             |
| Lill-P (Peter Pan)  | Will Arnett (röst)                                     | Ole Ornered                                                |
| Oskar               | Eric Bana (röst)                                       | Johan Hedenberg                                            |
| Zipper              | Dennis Haysbert (röst)                                 | John Alexander Eriksson                                    |
| Björnsson           | Keegan-Michael Key (röst)                              | Jakob Stadell                                              |
| Fula Sonic          | Tim Robinson (röst)                                    | Christian Hedlund                                          |
| Bob                 | Seth Rogen                                             | Linus Eklund Adolphson                                     |
| Kommissarie Spackel | J.K. Simmons (röst)                                    | Magnus Mark                                                |